# Warriors, l'impossible mission
Pour les articles homonymes, voir Warrior.
Pour plus de détails, voir Fiche technique et Distribution.
Warriors, l’impossible mission (Warriors) est un téléfilm britannique de Peter Kosminsky diffusé en 1999.
Construit à partir des témoignages d'une centaine de Casques bleus britanniques partis en mission en Bosnie, le documentariste anglais Peter Kosminsky tente de répondre à la question "Comment être un soldat de la paix dans un pays en guerre ?".
Le téléfilm se déroule en automne 1992, alors que la guerre fait rage en Bosnie-Herzégovine. De jeunes militaires britanniques sont rappelés de permission pour servir en tant que Casques bleus de la FORPRONU dans le conflit ethnique qui oppose les Croates, Serbes et Bosniaques. À bord de leurs MCV-80 Warrior de couleur blanche à l’effigie de l’ONU, ils sillonnent un pays livré à la barbarie et au chaos.
Ce téléfilm produit par la BBC a été diffusé pour la première fois en France, en deux parties, le 27 octobre 2000 sur la chaîne ARTE. La critique lui donne aussitôt la stature d’une œuvre exceptionnelle.

## Synopsis
En août 1992, des soldats britanniques profitent d'une permission. À Liverpool, Alan James et son meilleur ami Peter Skeet, en profitent d'abord dans un pub, devant un match de foot, avant de fêter l’anniversaire de la sœur d'Alan puis de sortir en boîte de nuit, le soir. En Écosse, Andre Sochanik, de parents serbo-polonais, assiste à l'enterrement de son jeune frère, tué dans un accident de tracteur à la ferme familiale. Quant au lieutenant Loughrey, il profite de ces instants pour régler les derniers préparatifs de son futur mariage. Mais la permission est subitement annulée et le régiment entièrement rappelé, avec pour mission de rejoindre le conflit des Balkans. 
Sous les ordres des lieutenants Feeley, arrivé d'Irlande, et Loughrey, ces soldats font partie du contingent des Casques bleus de l’ONU qui, quoi qu’il arrive, ne peuvent, en aucune façon, intervenir dans ce conflit ethnique, entre Serbes, Croates et Bosniaques. En plein cœur de la Bosnie, ravagée par la bestialité humaine, ils patrouillent à bord de leurs blindés MCV-80 Warrior (« guerrier »), et vont alors côtoyer l’horreur poussée à son paroxysme. Les Serbes, Croates et Bosniaques détruisent les villages et pillent les maisons, n'hésitant pas à tuer tout ce qui se dresse sur leur passage, hommes, femmes, enfants, nourrissons et vieillards... 
La mort de Skeet, touché par une balle perdue, se devra de rester un dommage collatéral à cause des ordres de non-intervention que ces militaires, formés avant tout à combattre, ont reçus. Le leitmotiv pour tous est de n’apporter de l’aide qu’aux blessés, et à personne d’autre. Tout autre geste pourrait être interprété comme une implication politique, évènement que la haute hiérarchie, au loin, tient évidemment à éviter. Une situation qui ronge littéralement de l’intérieur le lieutenant Feeley, pourtant solide sur le terrain. Et si ce dernier est celui qui dissimule le mieux ses sentiments devant les hommes qu'il doit commander, la colère et le dégoût sont plus exprimés par le lieutenant Loughrey, qui trouvera de la chaleur humaine auprès d’une des interprètes du régiment, afin de ne pas se laisser détruire par ce qui se passe sous ses yeux. Mais, plus les jours passent et plus la frustration de la passivité devient intenable pour ces soldats et leurs officiers. Chaque mort humaine, quelle qu’elle soit, prend tout son sens par son injustice et leur impuissance à riposter. 
De retour chez eux, ils seront tous psychologiquement marqués à jamais.

## Fiche technique
- Titre : Warriors, l’impossible mission
- Titre original : Warriors
- Réalisation : Peter Kosminsky
- Scénario : Leigh Jackson
- Musique : Debbie Wiseman
- Directeur de la photographie : Richard Greatrex
- Producteurs : Gareth Neame, Jane Tranter, Michael Dreyer, Nigel Stafford-Clark et Pippa Harris
- Pays d’origine : Royaume-Uni
- Genre : drame
- Durée : 171 minutes
- Date de sortie : 2000

## Distribution
- Damian Lewis : lieutenant Neil Loughrey
- Ioan Gruffudd : lieutenant John Feeley
- Matthew Macfadyen : soldat Alan James
- Tom Ward : capitaine Richard Gurney
- Ifan Meredith : lieutenant Jonathan Engel
- Cal Macaninch : caporal Andre Sochanik
- Darren Morfitt : soldat Peter Skeet
- Branka Katic : Almira Zec
- Sheyla Shehovich : Minka, une traductrice
- Jasmina Sijercic  : seconde traductrice
- Simon Shepherd : major "Brick" Stone
- John Renton : caporal Gary Sprague
- Johdy May : Emma Loughrey
- Melanie Gutteridge : la juge
- Shaun Dooley : soldat John Hookway
- Steve Chaplin : soldat Tommy Redmond
- Carsten Voigt : le médiateur de l'ONU
- Ina Gogalova : femme "chef" d'un village
- Aleksandar Seksan
- Enis Beslagic : soldat serbe du poste "frontière"
- Gregory Chisholm
- Alena Filipovic
- Amina Begovic
- Christopher Naylor
- Curt Kreimer
- David Hart
- Elizabeth Lovelady
- Fiona Mollison
- Hana Kovacevic
- Heather Bleasdale : la mère, dans le supermarché
- Ian Gain
- Izudin Bajrovic
- Jan Cajzl
- Joanne Reilly
- Lana Likic
- Linzi Matthews
- Miki Avdic
- Mirna Silajdzic
- Mirsad Tuka
- Nenad Ognjenovic
- Nives Frenjo
- Pauline Yates
- Predrag Bjelac
- Ryan Philpott
- Sophie Bleasdale

- Suzanne Maddock : la copine de la mariée
- Tony Broughton
- Vincent Maguire
- Wayne Cater
- Will Adamsdale
- Zaim Muzaferija
- Zen David Bojic

## Récompenses
- BAFTA 2000 : Meilleur téléfilm dramatique, meilleur son
- Festival International des Programmes Audiovisuels 2000 : FIPA d'or